# Zuid-Amerikaans kampioenschap voetbal vrouwen 2022
Het Zuid-Amerikaans kampioenschap voetbal vrouwen 2022 was een internationaal voetbaltoernooi voor vrouwen, dat georganiseerd wordt door de CONMEBOL. Het was de negende editie van dit toernooi. Het toernooi werd van 8 tot 30 juli 2022 gespeeld in het gastland Colombia. Brazilië was de titelverdediger en wist deze te verdedigen, na Colombia in de finale met 1-0 te verslaan. Na deze editie zal het toernooi niet meer om de vier jaar, maar om de twee jaar worden gespeeld.
Het toernooi werd tevens gebruikt als het Zuid-Amerikaans kwalificatietoernooi voor het wereldkampioenschap voetbal vrouwen 2023 in Australië en Nieuw-Zeeland. Via dit toernooi waren er drie rechtstreekse en twee play-offplaatsen beschikbaar voor het toernooi in 2023. Ook waren er twee plekken te verdienen voor het voetbaltoernooi op de Olympische Zomerspelen 2024 in Frankrijk en drie plekken te verdienen voor de Pan-Amerikaanse Spelen 2023 in Santiago. Ook plaatsten de vier beste landen van dit toernooi zich voor de CONCACAF W Gold Cup 2024.
Na deze editie zal het eindtoernooi niet meer als kwalificatietoernooi dienen voor het wereldkampioenschap voetbal vrouwen, maar nog wel voor de voetbaltoernooien op de Pan-Amerikaanse en de Olympische Zomerspelen.

## Deelnemende landen
| Land                   | Aantal deelnames (incl. 2022) | Beste deelname                                      | Plek op FIFA-ranglijst aan het begin van dit toernooi |
| ---------------------- | ----------------------------- | --------------------------------------------------- | ----------------------------------------------------- |
| Argentinië             | 8                             | Kampioen (2006)                                     | 35                                                    |
| Bolivia                | 8                             | Vijfde plaats (1995)                                | 91                                                    |
| Brazilië (titelhouder) | 9                             | Kampioen (1991, 1995, 1998, 2003, 2010, 2014, 2018) | 9                                                     |
| Chili                  | 9                             | Tweede plaats (1991, 2018)                          | 38                                                    |
| Colombia (gastland)    | 7                             | Tweede plaats (2010, 2014)                          | 28                                                    |
| Ecuador                | 8                             | Derde plaats (2014)                                 | 68                                                    |
| Paraguay               | 7                             | Vierde plaats (2006)                                | 50                                                    |
| Peru                   | 7                             | Derde plaats (1998)                                 | 66                                                    |
| Uruguay                | 7                             | Derde plaats (2006)                                 | 71                                                    |
| Venezuela              | 8                             | Derde plaats (1991)                                 | 52                                                    |

## Stadions
| · Bucaramanga Cali Armenia |                    |                       |                          |
| · Bucaramanga Cali Armenia | Armenia            | Bucaramanga           | Cali                     |
| -------------------------- | ------------------ | --------------------- | ------------------------ |
| · Bucaramanga Cali Armenia | Estadio Centenario | Estadio Alfonso López | Estadio Pascual Guerrero |
| · Bucaramanga Cali Armenia | Capaciteit: 20.716 | Capaciteit: 28.000    | Capaciteit: 35.405       |
| · Bucaramanga Cali Armenia |                    |                       |                          |

## Scheidsrechters
Op 8 juni 2022 maakte de CONMEBOL bekend welke officials waren geselecteerd voor het toernooi.
Scheidsrechters
- Laura Fortunato
- Adriana Farfán
- Edina Alves Batista
- María Carvajal
- María Victoria Daza
- Susana Corella
- Zulma Quiñónez
- Elizabeth Tintaya
- Sandra Braz Bastos
- Anahí Fernández
- Yercinia Correa

Assistent-scheidsrechters
- Mariana de Almeida
- Daiana Milone
- Liliana Bejarano
- Inés Choque
- Neuza Back
- Leila Moreira
- Cindy Nahuelcoy
- Loreto Toloza
- Nataly Arteaga
- Eliana Ortiz
- Mónica Amboya
- Viviana Segura
- Laura Miranda
- Nadia Weiler
- Gabriela Moreno
- Vera Yupanqui
- Andreia Catarina Ferreira de Souza
- Rita Cabañero Mompó
- Luciana Mascaraña
- Adela Sánchez
- Laura Cárdenas
- Thaity Dugarte

## Groepsfase

### Groep A
| Pos | Team         | Wed | W | G | V | Ptn | DV | DT | +/− | Kwalificatie                                    |
| --- | ------------ | --- | - | - | - | --- | -- | -- | --- | ----------------------------------------------- |
| 1   | Colombia (G) | 4   | 4 | 0 | 0 | 12  | 13 | 3  | +10 | Door naar de halve finale                       |
| 2   | Paraguay     | 4   | 3 | 0 | 1 | 9   | 9  | 7  | +2  | Door naar de halve finale                       |
| 3   | Chili        | 4   | 2 | 0 | 2 | 6   | 9  | 8  | +1  | Geplaatst voor de play-offs om de vijfde plaats |
| 4   | Ecuador      | 4   | 1 | 0 | 3 | 3   | 9  | 7  | +2  |                                                 |
| 5   | Bolivia      | 4   | 0 | 0 | 4 | 0   | 1  | 16 | −15 |                                                 |

|                           |                              |                                   |                                                                         |                                                                                    |
| 8 juli 2022 16:00 (UTC−5) | Bolivia                      | 1 – 6                             | Ecuador                                                                 | Estadio Pascual Guerrero, Cali Toeschouwers: 7.000 Scheidsrechter: Anahí Fernández |
| 8 juli 2022 16:00 (UTC−5) | López 52' É. Salvatierra 59' | Verslag (FIFA) Verslag (CONMEBOL) | 19', 90+4' Bolaños 37' Pesántez 41' Aguirre 70' Lattanzio 76' Espinales | Estadio Pascual Guerrero, Cali Toeschouwers: 7.000 Scheidsrechter: Anahí Fernández |

|                           |                                          |                                   |                           |                                                                                         |
| 8 juli 2022 19:00 (UTC−5) | Colombia                                 | 4 – 2                             | Paraguay                  | Estadio Pascual Guerrero, Cali Toeschouwers: 15.000 Scheidsrechter: Edina Alves Batista |
| 8 juli 2022 19:00 (UTC−5) | Montoya 22', 59' Ramírez 33' Vanegas 82' | Verslag (FIFA) Verslag (CONMEBOL) | 27' J. Martínez 90' Gauto | Estadio Pascual Guerrero, Cali Toeschouwers: 15.000 Scheidsrechter: Edina Alves Batista |

|                            |                                           |                                   |                       |                                                                                    |
| 11 juli 2022 16:00 (UTC−5) | Paraguay                                  | 3 – 2                             | Chili                 | Estadio Pascual Guerrero, Cali Toeschouwers: 1.500 Scheidsrechter: Yercinia Correa |
| 11 juli 2022 16:00 (UTC−5) | Fernández 3' J. Martínez 12' Sandoval 56' | Verslag (FIFA) Verslag (CONMEBOL) | 34' Pardo 90+2' Acuña | Estadio Pascual Guerrero, Cali Toeschouwers: 1.500 Scheidsrechter: Yercinia Correa |

|                            |         |                                   |                                            |                                                                                       |
| 11 juli 2022 19:00 (UTC−5) | Bolivia | 0 – 3                             | Colombia                                   | Estadio Pascual Guerrero, Cali Toeschouwers: 16.667 Scheidsrechter: Elizabeth Tintaya |
| 11 juli 2022 19:00 (UTC−5) |         | Verslag (FIFA) Verslag (CONMEBOL) | 21' Santos 70' (e.d.) Morales 78' D. Arias | Estadio Pascual Guerrero, Cali Toeschouwers: 16.667 Scheidsrechter: Elizabeth Tintaya |

|                            |                               |                                   |         |                                                                                  |
| 14 juli 2022 16:00 (UTC−5) | Paraguay                      | 2 – 0                             | Bolivia | Estadio Pascual Guerrero, Cali Toeschouwers: 500 Scheidsrechter: Anahí Fernández |
| 14 juli 2022 16:00 (UTC−5) | R. Martínez 10' Fernández 71' | Verslag (FIFA) Verslag (CONMEBOL) |         | Estadio Pascual Guerrero, Cali Toeschouwers: 500 Scheidsrechter: Anahí Fernández |

|                            |                    |                                   |             |                                                                                        |
| 14 juli 2022 19:00 (UTC−5) | Chili              | 2 – 1                             | Ecuador     | Estadio Pascual Guerrero, Cali Toeschouwers: 1.500 Scheidsrechter: Edina Alves Batista |
| 14 juli 2022 19:00 (UTC−5) | Sáez 40' Acuña 76' | Verslag (FIFA) Verslag (CONMEBOL) | 78' Aguirre | Estadio Pascual Guerrero, Cali Toeschouwers: 1.500 Scheidsrechter: Edina Alves Batista |

|                            |                                                                    |                                   |         |                                                                                    |
| 17 juli 2022 16:00 (UTC−5) | Chili                                                              | 5 – 0                             | Bolivia | Estadio Pascual Guerrero, Cali Toeschouwers: 800 Scheidsrechter: Elizabeth Tintaya |
| 17 juli 2022 16:00 (UTC−5) | Lara 7', 45+1' É. Salvatierra 14' (e.d.) Y. López 17' Valencia 76' | Verslag (FIFA) Verslag (CONMEBOL) |         | Estadio Pascual Guerrero, Cali Toeschouwers: 800 Scheidsrechter: Elizabeth Tintaya |

|                            |              |                                   |                         |                                                                                     |
| 17 juli 2022 19:00 (UTC−5) | Ecuador      | 1 – 2                             | Colombia                | Estadio Pascual Guerrero, Cali Toeschouwers: 24.580 Scheidsrechter: Laura Fortunato |
| 17 juli 2022 19:00 (UTC−5) | Charcopa 34' | Verslag (FIFA) Verslag (CONMEBOL) | 30' Ramírez 45' Caicedo | Estadio Pascual Guerrero, Cali Toeschouwers: 24.580 Scheidsrechter: Laura Fortunato |

|                            |                                              |                                   |       |                                                                                  |
| 20 juli 2022 19:00 (UTC−5) | Colombia                                     | 4 – 0                             | Chili | Estadio Centenario, Armenia Toeschouwers: 18.064 Scheidsrechter: Anahí Fernández |
| 20 juli 2022 19:00 (UTC−5) | Usme 4' D. Arias 11' Vanegas 37' Salazar 41' | Verslag (FIFA) Verslag (CONMEBOL) |       | Estadio Centenario, Armenia Toeschouwers: 18.064 Scheidsrechter: Anahí Fernández |

|                            |            |                                   |                                |                                                                                  |
| 20 juli 2022 19:00 (UTC−5) | Ecuador    | 1 – 2                             | Paraguay                       | Estadio Pascual Guerrero, Cali Toeschouwers: 250 Scheidsrechter: Yercinia Correa |
| 20 juli 2022 19:00 (UTC−5) | Real 45+1' | Verslag (FIFA) Verslag (CONMEBOL) | 30' J. Martínez 90+1' Chamorro | Estadio Pascual Guerrero, Cali Toeschouwers: 250 Scheidsrechter: Yercinia Correa |

### Groep B
| Pos | Team       | Wed | W | G | V | Ptn | DV | DT | +/− | Kwalificatie                                    |
| --- | ---------- | --- | - | - | - | --- | -- | -- | --- | ----------------------------------------------- |
| 1   | Brazilië   | 4   | 4 | 0 | 0 | 12  | 17 | 0  | +17 | Door naar de halve finale                       |
| 2   | Argentinië | 4   | 3 | 0 | 1 | 9   | 10 | 4  | +6  | Door naar de halve finale                       |
| 3   | Venezuela  | 4   | 2 | 0 | 2 | 6   | 3  | 5  | −2  | Geplaatst voor de play-offs om de vijfde plaats |
| 4   | Uruguay    | 4   | 1 | 0 | 3 | 3   | 6  | 9  | −3  |                                                 |
| 5   | Peru       | 4   | 0 | 0 | 4 | 0   | 0  | 18 | −18 |                                                 |

|                           |         |                                  |                 |                                                                                     |
| 9 juli 2022 16:00 (UTC−5) | Uruguay | 0 – 1                            | Venezuela       | Estadio Centenario, Armenia Toeschouwers: 3.000 Scheidsrechter: María Victoria Daza |
| 9 juli 2022 16:00 (UTC−5) |         | Verslag (FIFA) Report (CONMEBOL) | 78' Castellanos | Estadio Centenario, Armenia Toeschouwers: 3.000 Scheidsrechter: María Victoria Daza |

|                           |                                                       |                                  |            |                                                                                |
| 9 juli 2022 19:00 (UTC−5) | Brazilië                                              | 4 – 0                            | Argentinië | Estadio Centenario, Armenia Toeschouwers: 5.000 Scheidsrechter: María Carvajal |
| 9 juli 2022 19:00 (UTC−5) | Adriana 28', 58' Bia Zaneratto 36' (pen.) Debinha 87' | Verslag (FIFA) Report (CONMEBOL) |            | Estadio Centenario, Armenia Toeschouwers: 5.000 Scheidsrechter: María Carvajal |

|                            |                  |                                  |                                |                                                                                |
| 12 juli 2022 16:00 (UTC−5) | Uruguay          | 0 – 3                            | Brazilië                       | Estadio Centenario, Armenia Toeschouwers: 1.000 Scheidsrechter: Zulma Quiñónez |
| 12 juli 2022 16:00 (UTC−5) | Velazco 65', 78' | Verslag (FIFA) Report (CONMEBOL) | 32', 48' Adriana 45+2' Debinha | Estadio Centenario, Armenia Toeschouwers: 1.000 Scheidsrechter: Zulma Quiñónez |

|                            |                                                      |                                  |      |                                                                                |
| 12 juli 2022 19:00 (UTC−5) | Argentinië                                           | 4 – 0                            | Peru | Estadio Centenario, Armenia Toeschouwers: 2.000 Scheidsrechter: Susana Corella |
| 12 juli 2022 19:00 (UTC−5) | Rodríguez 18' Bonsegundo 52' Stábile 62' Lonigro 84' | Verslag (FIFA) Report (CONMEBOL) |      | Estadio Centenario, Armenia Toeschouwers: 2.000 Scheidsrechter: Susana Corella |

|                            |                                                  |                                   |         |                                                                                     |
| 15 juli 2022 16:00 (UTC−5) | Argentinië                                       | 5 – 0                             | Uruguay | Estadio Centenario, Armenia Toeschouwers: 1.000 Scheidsrechter: María Victoria Daza |
| 15 juli 2022 16:00 (UTC−5) | Banini 43' Rodríguez 51', 64', 69' Stábile 90+5' | Verslag (FIFA) Verslag (CONMEBOL) |         | Estadio Centenario, Armenia Toeschouwers: 1.000 Scheidsrechter: María Victoria Daza |

|                            |      |                                   |                            |                                                                                    |
| 15 juli 2022 19:00 (UTC−5) | Peru | 0 – 2                             | Venezuela                  | Estadio Centenario, Armenia Toeschouwers: 5.000 Scheidsrechter: Sandra Braz Bastos |
| 15 juli 2022 19:00 (UTC−5) |      | Verslag (FIFA) Verslag (CONMEBOL) | 39' Castellanos 64' Altuve | Estadio Centenario, Armenia Toeschouwers: 5.000 Scheidsrechter: Sandra Braz Bastos |

|                            |           |                                   |                                                   |                                                                                |
| 18 juli 2022 16:00 (UTC−5) | Venezuela | 0 – 4                             | Brazilië                                          | Estadio Centenario, Armenia Toeschouwers: 5.000 Scheidsrechter: Zulma Quiñónez |
| 18 juli 2022 16:00 (UTC−5) |           | Verslag (FIFA) Verslag (CONMEBOL) | 22' Bia Zaneratto 51' Ary Borges 58', 65' Debinha | Estadio Centenario, Armenia Toeschouwers: 5.000 Scheidsrechter: Zulma Quiñónez |

|                            |      |                                   |                                                               |                                                                                |
| 18 juli 2022 19:00 (UTC−5) | Peru | 0 – 6                             | Uruguay                                                       | Estadio Centenario, Armenia Toeschouwers: 3.500 Scheidsrechter: Adriana Farfán |
| 18 juli 2022 19:00 (UTC−5) |      | Verslag (FIFA) Verslag (CONMEBOL) | 51', 76' Pa. González 58' Aquino 61', 89' Pizarro 66' Velazco | Estadio Centenario, Armenia Toeschouwers: 3.500 Scheidsrechter: Adriana Farfán |

|                            |                                                                                             |                                   |      |                                                                                   |
| 21 juli 2022 19:00 (UTC−5) | Brazilië                                                                                    | 6 – 0                             | Peru | Estadio Pascual Guerrero, Cali Toeschouwers: 1.500 Scheidsrechter: Susana Corella |
| 21 juli 2022 19:00 (UTC−5) | Duda 1' Duda Sampaio 17' Geyse 41' Duda Santos 44' (pen.) Fe Palermo 48' Adriana 50' (pen.) | Verslag (FIFA) Verslag (CONMEBOL) |      | Estadio Pascual Guerrero, Cali Toeschouwers: 1.500 Scheidsrechter: Susana Corella |

|                            |           |                                   |                |                                                                                    |
| 21 juli 2022 19:00 (UTC−5) | Venezuela | 0 – 1                             | Argentinië     | Estadio Centenario, Armenia Toeschouwers: 3.000 Scheidsrechter: Sandra Braz Bastos |
| 21 juli 2022 19:00 (UTC−5) |           | Verslag (FIFA) Verslag (CONMEBOL) | 63' Bonsegundo | Estadio Centenario, Armenia Toeschouwers: 3.000 Scheidsrechter: Sandra Braz Bastos |

## Knock-outfase

### Wedstrijdschema
|  | Halve finale          | Halve finale |                       |   | Finale | Finale |
|  |                       |              |                       |   |        |        |
|  | 25 juli – Bucaramanga |              |                       |   |        |        |
|  |                       |              |                       |   |        |        |
|  | Colombia              | 1            |                       |   |        |        |
|  | Colombia              | 1            | 30 juli – Bucaramanga |   |        |        |
|  | Argentinië            | 0            |                       |   |        |        |
|  | Argentinië            | 0            | Colombia              | 0 |        |        |
|  | 26 juli – Bucaramanga |              | Colombia              | 0 |        |        |
|  |                       | Brazilië     | 1                     |   |        |        |
|  | Brazilië              | Brazilië     | 1                     | 2 |        |        |
|  | Brazilië              |              |                       | 2 |        |        |
|  | Paraguay              | 0            |                       |   |        |        |
|  | Paraguay              | 0            |                       |   |        |        |

|  | Wedstrijd om de vijfde plaats |       |
|  |                               |       |
|  | 24 juli – Armenia             |       |
|  |                               |       |
|  | Chili (w.n.s.)                | 1 (4) |
|  | Chili (w.n.s.)                | 1 (4) |
|  | Venezuela                     | 1 (2) |
|  | Venezuela                     | 1 (2) |

|  | Wedstrijd om de derde plaats |   |
|  |                              |   |
|  | 29 juli – Armenia            |   |
|  |                              |   |
|  | Argentinië                   | 3 |
|  | Argentinië                   | 3 |
|  | Paraguay                     | 1 |
|  | Paraguay                     | 1 |

### Wedstrijd om de vijfde plaats
De winnaar van deze wedstrijd kwalificeerde zich voor de intercontinentale play-offs.
|                            |                                      |                                   |                                |                                                                                     |
| 24 juli 2022 19:00 (UTC−5) | Chili                                | 1 – 1                             | Venezuela                      | Estadio Centenario, Armenia Toeschouwers: 2.283 Scheidsrechter: Edina Alves Batista |
| 24 juli 2022 19:00 (UTC−5) | Zamora 65'                           | Verslag (FIFA) Verslag (CONMEBOL) | 90+2' Castellanos              | Estadio Centenario, Armenia Toeschouwers: 2.283 Scheidsrechter: Edina Alves Batista |
| 24 juli 2022 19:00 (UTC−5) | Strafschoppen                        |                                   |                                | Estadio Centenario, Armenia Toeschouwers: 2.283 Scheidsrechter: Edina Alves Batista |
| 24 juli 2022 19:00 (UTC−5) | Lara Araya Zamora Balmaceda Guerrero | 4 – 2                             | Castellanos Moreno Altuve Viso | Estadio Centenario, Armenia Toeschouwers: 2.283 Scheidsrechter: Edina Alves Batista |

### Halve finales
De winnaars van deze wedstrijden kwalificeerden zich voor het Wereldkampioenschap voetbal vrouwen 2023 en voor de Olympische Zomerspelen 2024.
|                            |             |                                   |                 |                                                                                        |
| 25 juli 2022 19:00 (UTC−5) | Colombia    | 1 – 0                             | Argentinië      | Estadio Alfonso López, Bucaramanga Toeschouwers: 15.757 Scheidsrechter: María Carvajal |
| 25 juli 2022 19:00 (UTC−5) | Caicedo 63' | Verslag (FIFA) Verslag (CONMEBOL) | 23', 73' Chávez | Estadio Alfonso López, Bucaramanga Toeschouwers: 15.757 Scheidsrechter: María Carvajal |

|                            |                                  |                                   |          |                                                                                        |
| 26 juli 2022 19:00 (UTC−5) | Brazilië                         | 2 – 0                             | Paraguay | Estadio Alfonso López, Bucaramanga Toeschouwers: 5.832 Scheidsrechter: Anahí Fernández |
| 26 juli 2022 19:00 (UTC−5) | Ary Borges 16' Bia Zaneratto 28' | Verslag (FIFA) Verslag (CONMEBOL) |          | Estadio Alfonso López, Bucaramanga Toeschouwers: 5.832 Scheidsrechter: Anahí Fernández |

### Wedstrijd om de derde plaats
De winnaar van deze wedstrijd kwalificeerde zich voor het Wereldkampioenschap voetbal vrouwen 2023. De verliezer plaatste zich voor de intercontinentale play-offs.
|                            |                                     |                                   |                  |                                                                                     |
| 29 juli 2022 19:00 (UTC−5) | Argentinië                          | 3 – 1                             | Paraguay         | Estadio Centenario, Armenia Toeschouwers: 4.500 Scheidsrechter: María Victoria Daza |
| 29 juli 2022 19:00 (UTC−5) | Rodríguez 78', 90+1' Bonsegundo 90' | Verslag (FIFA) Verslag (CONMEBOL) | 39' (e.d.) Núñez | Estadio Centenario, Armenia Toeschouwers: 4.500 Scheidsrechter: María Victoria Daza |

### Finale
|                            |          |                                   |                    |                                                                                         |
| 30 juli 2022 19:00 (UTC−5) | Colombia | 0 – 1                             | Brazilië           | Estadio Alfonso López, Bucaramanga Toeschouwers: 28.000 Scheidsrechter: Laura Fortunato |
| 30 juli 2022 19:00 (UTC−5) |          | Verslag (FIFA) Verslag (CONMEBOL) | 39' (pen.) Debinha | Estadio Alfonso López, Bucaramanga Toeschouwers: 28.000 Scheidsrechter: Laura Fortunato |

## Kwalificatie internationale toernooien

### Wereldkampioenschap voetbal vrouwen
- De top-drie kwalificeerde zich voor het Wereldkampioenschap voetbal vrouwen 2023. De nummers vier en vijf kunnen zich via de intercontinentale play-offs nog kwalificeren.

| Land       | Datum kwalificatie | Vorige deelnames                                   |
| ---------- | ------------------ | -------------------------------------------------- |
| Colombia   | 25 juli 2022       | 2 (2011, 2015)                                     |
| Brazilië   | 26 juli 2022       | 8 (1991, 1995, 1999, 2003, 2007, 2011, 2015, 2019) |
| Argentinië | 29 juli 2022       | 3 (2003, 2007, 2019)                               |

### Olympische Zomerspelen
- De finalisten kwalificeerden zich voor de Olympische Zomerspelen 2024.

| Land     | Datum kwalificatie | Vorige deelnames                             |
| -------- | ------------------ | -------------------------------------------- |
| Colombia | 25 juli 2022       | 2 (2012, 2016)                               |
| Brazilië | 26 juli 2022       | 7 (1996, 2000, 2004, 2008, 2012, 2016, 2020) |

### Pan-Amerikaanse Spelen
| Land       | Datum kwalificatie | Vorige deelnames                 |
| ---------- | ------------------ | -------------------------------- |
| Chili      | 4 november 2017    | 1 (2011)                         |
| Venezuela  | 21 juli 2022       | 0 (debuut)                       |
| Argentinië | 25 juli 2022       | 5 (2003, 2007, 2011, 2015, 2019) |
| Paraguay   | 26 juli 2022       | 2 (2007, 2019)                   |
| Bolivia *  | 10 oktober 2023    | 0 (debuut)                       |

* Bolivia verving Venezuela op de Pan-Amerikaanse Spelen.

## Statistieken

### Doelpuntenmakers
6 doelpunten
- Yamila Rodríguez

5 doelpunten
- Adriana
- Debinha

3 doelpunten
- Florencia Bonsegundo
- Bia Zaneratto
- Deyna Castellanos
- Jessica Martínez

2 doelpunten
- Eliana Stábile
- Ary Borges
- Yenny Acuña
- Francisca Lara
- Daniela Arias
- Linda Caicedo
- Daniela Montoya
- Mayra Ramírez
- Manuela Vanegas
- Marthina Aguirre
- Nayely Bolaños
- Rebeca Fernández
- Pamela González
- Esperanza Pizarro

1 doelpunt
- Estefanía Banini
- Érica Lonigro
- Érika Salvatierra
- Duda
- Duda Sampaio
- Duda Santos
- Fe Palermo
- Geyse
- Yessenia López
- Daniela Pardo
- Camila Sáez
- Mary Valencia
- Daniela Zamora
- Liana Salazar
- Leicy Santos
- Catalina Usme
- Nicole Charcopa
- Joselyn Espinales
- Giannina Lattanzio
- Danna Pesántez
- Kerlly Real
- Lice Chamorro
- Fany Gauto
- Ramona Martínez
- Fabiola Sandoval
- Belén Aquino
- Ximena Velazco
- Oriana Altuve

1 eigen doelpunt
- Romina Núñez (tegen Paraguay)
- Ericka Morales (tegen Colombia)
- Érika Salvatierra (tegen Chili)

### Rode kaarten
1 rode kaart
- Gabriela Chávez (2× geel tegen Colombia)
- Érika Salvatierra (direct rood tegen Ecuador)
- Ximena Velazco (2× geel tegen Brazilië)

### Toernooiranglijst
| Pos | Team         | Wed | W | G | V | Ptn | DV | DT | +/− | Resultaat                      |
| --- | ------------ | --- | - | - | - | --- | -- | -- | --- | ------------------------------ |
| 1   | Brazilië     | 6   | 6 | 0 | 0 | 18  | 20 | 0  | +20 | Kampioen                       |
| 2   | Colombia (G) | 6   | 5 | 0 | 1 | 15  | 14 | 4  | +10 | Tweede plaats                  |
| 3   | Argentinië   | 6   | 4 | 0 | 2 | 12  | 13 | 6  | +7  | Derde plaats                   |
| 4   | Paraguay     | 6   | 3 | 0 | 3 | 9   | 10 | 12 | −2  | Vierde plaats                  |
|     |              |     |   |   |   |     |    |    |     |                                |
| 5   | Chili        | 5   | 2 | 1 | 2 | 7   | 10 | 9  | +1  | Vijfde plaats                  |
| 6   | Venezuela    | 5   | 2 | 1 | 2 | 7   | 4  | 6  | −2  | Zesde plaats                   |
|     |              |     |   |   |   |     |    |    |     |                                |
| 7   | Ecuador      | 4   | 1 | 0 | 3 | 3   | 9  | 7  | +2  | Uitgeschakeld in de groepsfase |
| 8   | Uruguay      | 4   | 1 | 0 | 3 | 3   | 6  | 9  | −3  | Uitgeschakeld in de groepsfase |
| 9   | Bolivia      | 4   | 0 | 0 | 4 | 0   | 1  | 16 | −15 | Uitgeschakeld in de groepsfase |
| 10  | Peru         | 4   | 0 | 0 | 4 | 0   | 0  | 18 | −18 | Uitgeschakeld in de groepsfase |